# Akademia Nauk Stosowanych Stefana Batorego
Akademia Nauk Stosowanych Stefana Batorego – publiczna uczelnia zawodowa utworzona w Skierniewicach na podstawie Rozporządzenia Rady Ministrów z dnia 27 września 2005, jako Państwowa Wyższa Szkoła Zawodowa w Skierniewicach. Rozporządzeniem Ministra Nauki i Szkolnictwa Wyższego z dnia 12 sierpnia 2019 roku, uczelnia zmieniła nazwę na Państwowa Uczelnia im. Stefana Batorego. Od 1 października 2022 uczelnia funkcjonuje jako Akademia Nauk Stosowanych Stefana Batorego, zgodnie z Rozporządzeniem Ministra Edukacji i Nauki z dnia 14 stycznia 2022.
Szkoła powstała dzięki staraniom władz samorządowych i rządowych. W grupie inicjatywnej utworzenia uczelni znaleźli się m.in. wojewoda łódzki Stefan Krajewski oraz prezydent Skierniewic Ryszard Bogusz.

## Władze Uczelni
- Władze rektorskie:
  - Rektor: dr Elżbieta Stokowska-Zagdan
  - Prorektor ds. ogólnych i rozwoju: dr Daniel Stos
  - Prorektor ds. kształcenia: dr Barbara Dembowska

- Władze administracyjne:
  - Kanclerz: mgr inż. Jacek Śmiłowski
  - Kwestor: mgr Agnieszka Broniarek

## Struktura Uczelni
- Kolegium Społeczno-Ekonomiczne
  - Instytut Nauk Ekonomicznych i o Zarządzaniu
  - Instytut Nauk Prawnych i o Bezpieczeństwie
  - Instytut Nauk Społecznych
- Kolegium Medyczno-Przyrodniczo-Techniczne
  - Instytut Nauk Przyrodniczych
  - Instytut Nauk o Zdrowiu
  - Instytut Nauk Informatyczno-Technicznych

## Kierunki kształcenia
Aktualnie ANSB oferuje możliwość kształcenia na studiach:
- pierwszego stopnia (studia licencjackie i inżynierskie)
  - Administracja
  - Bezpieczeństwo wewnętrzne
  - Finanse i rachunkowość
  - Pedagogika
  - Zarządzanie
  - Informatyka
  - Ogrodnictwo
  - Pielęgniarstwo
  - Ratownictwo medyczne
- drugiego stopnia (magisterskie)
  - Menedżerskie studia ekonomiczno-prawne
  - Pedagogika
  - Pielęgniarstwo
- jednolite studia magisterskie
  - Pedagogika przedszkolna i wczesnoszkolna